# 秩父鐵道7000系電聯車
秩父鐵道7000系電聯車（日语：／ Chichibu Tetsudō 7000-kei densha）是秩父鐵道的秩父本線使用的通勤型電聯車。7000系是為了汰換原本的秩父鐵道1000系電聯車，而由東京急行電鐵（現東急電鐵）轉讓的東急8500系電聯車改造而成的車輛，並於2009年3月26日和30日開始投入使用。
本型車共有2個3節車輛的編組，其中7002編組的前頭車是由位於中間的動力車改裝而成，並在轉讓至秩父鐵道運轉時加設駕駛室，因此其內部設計與7001編組相比具有差異。而車廂內採用防滑地板，並設置專門放置輪椅的無障礙設施。